# Reileifzen
Reileifzen ist ein Dorf mit ca. 150 Einwohnern im Flecken Bevern im Landkreis Holzminden in Niedersachsen.

## Geografische Lage

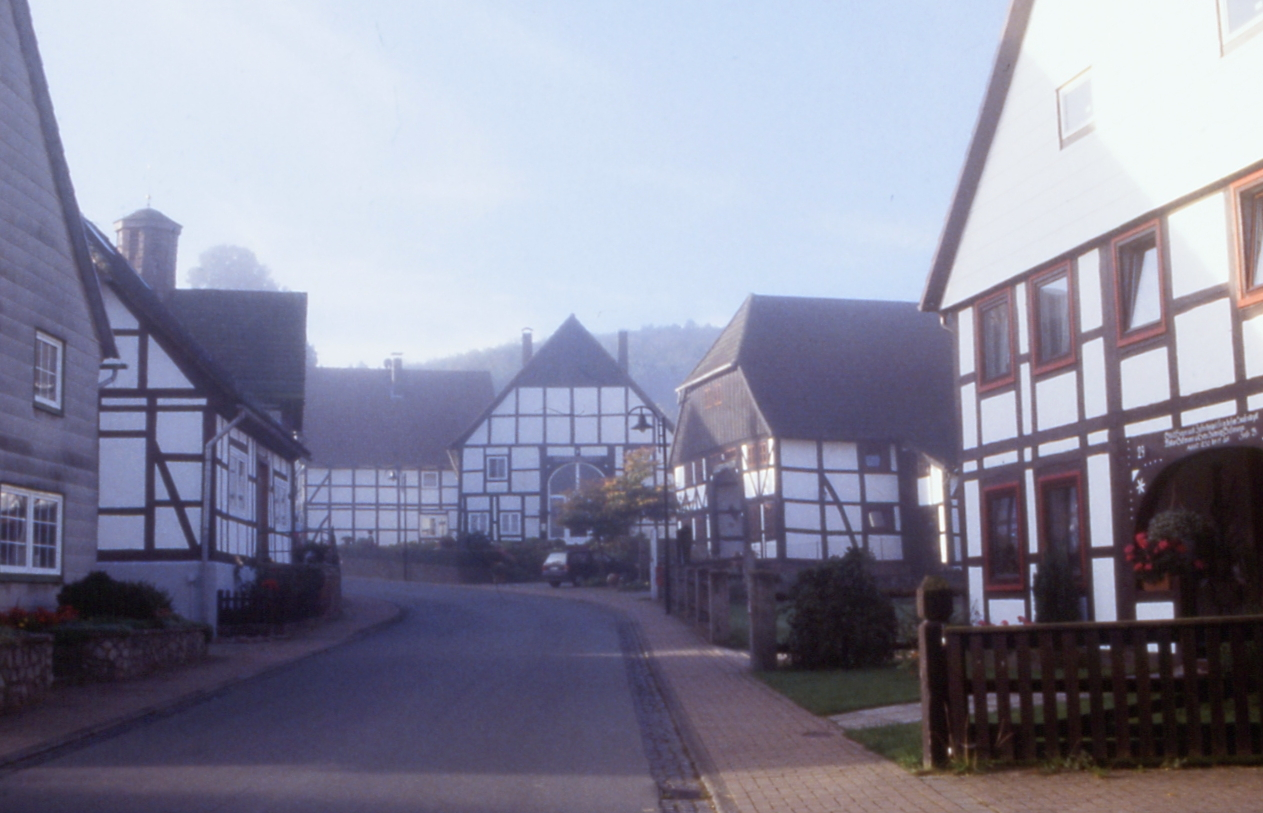
Dorfansicht von Reileifzen

Das Dorf liegt zwischen Bevern  und Bodenwerder am Ostufer der Weser. Umgeben ist es von Bergwäldern des Naturpark Solling-Vogler. Ungefähr einen Kilometer entfernt in südlicher Richtung befindet sich das Naturwaldreservat Heinsener Klippen.

## Geschichte
Der Name des Dorfs ist nach Angaben der Samtgemeinde Bevern seit dem 12. Jahrhundert bekannt. Die erste urkundliche Erwähnung wird nach neuerer Forschung in einer Urkunde aus dem Jahr 1197 gesehen, in der der Ortsname als „Reinleuessen“ angegeben ist. Weitere Urkunden aus der Zeit um 1198 und um 1200 sind nur als Abschrift des 13. Jahrhunderts erhalten und überliefern den Ortsnamen als „Reinlievessen“ und „Reinlevessen“. Eine Urkunde aus dem Jahr 1018 mit der Erwähnung eines Ortes „Reinlevessen“, die in älterer Literatur auf Reileifzen bezogen wurde, wird heute auf einen Ort bei Warburg bezogen. Seit dem Mittelalter ist Reileifzen der Kirchengemeinde Golmbach und dem Patronat des Klosters Amelungsborn zugehörig. Es gab auch einen Fronhof des Klosters im Dorf, im Jahr 1319 wird ein Mönch als dessen Leiter („rector curiae in Reinlevessen“) genannt. Später – wahrscheinlich im 15./16. Jahrhundert – wurde Reileifzen zur Wüstung, bis Herzog Heinrich der Jüngere den Ort wieder besiedeln ließ. Die neue Siedlung entstand in der Nähe der alten. Einen Hof der Grundherrschaft gab es nicht mehr, es wurden vielmehr freie Bauern angesiedelt. Der Ort war nun ein Straßendorf.
Am 1. Januar 1973 wurde Reileifzen in den Flecken Bevern eingegliedert.

## Dorfentwicklung
Im Rahmen der Modelldorfinitiative Solling‐Vogler wird das Dorf Reileifzen durch ein Förderprogramm (LandZukunft) des Bundesministeriums für Ernährung und Landwirtschaft unterstützt.